# Jemaah Islamiyah
Jemaah Islamiyah, ook wel weergegeven als Jemaah Islamiah (Arabisch: الجماعة الإسلامية, al-Jamāʿat ul-Islāmíyatu), is een militante islamitische terroristische organisatie die de vestiging van een fundamentalistische islamitische theocratie in Zuidoost-Azië nastreeft, met name in Indonesië, Singapore, Brunei, Maleisië en het zuiden van Thailand en de Filipijnen. Jemaah Islamiyah betekent "islamitische groep" of "islamitische gemeenschap" en wordt vaak aangeduid met de afkorting JI.
Er zijn financiële connecties gevonden tussen Jemaah Islamiyah en andere terroristische groepen, zoals Abu Sayyaf en al-Qaida. Aan het hoofd van Jemaah Islamiyah staat Abu Dujana.
Men veronderstelt dat Jemaah Islamiyah verantwoordelijk is voor diverse aanslagen, waarvan niet altijd de verantwoordelijkheid is opgeëist. Hierop werd Jemaah Islamiyah door de Verenigde Staten van Amerika op de lijst van terroristische organisaties geplaatst.
Aanslagen waarvoor Jemaah Islamiyah verantwoordelijk wordt geacht:
- 24 december 2000: 13 doden in Indonesië door bommen bij kerken en andere christelijke gebouwen.
- 30 december 2000: 22 doden in Manilla, de hoofdstad van de Filipijnen, bij 5 bomaanslagen.
- 12 oktober 2002: Bomaanslagen op Bali op 12 oktober 2002, waarbij 202 mensen om het leven kwamen. Van hen kwamen 88 slachtoffers uit Australië.
- 5 augustus 2003: Bom voor het Marriotthotel in Jakarta. 12 doden.
- 9 september 2004: Autobom bij Australische ambassade in Jakarta. 3 doden meer dan 100 gewonden
- 1 oktober 2005: Drie bommen in Bali bij restaurants met 19 slachtoffers.
- 17 juli 2009: Bommen bij de J.W. Marriott- en Ritz-Carltonhotels in Jakarta met 9 doden en ruim 50 gewonden, waarbij de twee daders ook om het leven kwamen.

De Indonesische justitie maakt al jaren jacht op de daders van de aanslagen in Bali en elders. In 2010 werd de bejaarde geestelijke Abu Bakar Bashir veroordeeld tot vijftien jaar gevangenisstraf voor het financieren van een trainingskamp in Atjeh. Een jaar later werd in Pakistan Umar Patek opgepakt, die de zware bommen naar Bali zou hebben gebracht.